# Ченчо Г'єлчен
Ченчо Г'єлчен (нар. 10 травня 1996, Паро, Бутан) — бутанський футболіст, нападник індійського клубу другого дивізіону І-Ліги «Бхаваніпур» та національної збірної Бутану. Найкращий бомбардир в історії бутанської збірної.
Його ласкаво прозвали CG7 та «бутанський Роналду» завдяки схожій манері грі.

## Ранні роки та освіта
Ченчо Г'єлчен родом з Шаба Гевог з округу Паро. Розпочав грати у футбол натхненний братом у початковій школі. Намагається наслідувати Кріштіану Роналду, який є його кумиром. З 6-о по 10-й класи він навчався в MSS. Він відвідував Келкіську вищу середню школу до 12 класу. Спочатку хотів займатися бойовими мистецтвами, перш ніж він вирішив призупинити навчання, щоб стати професіональним футболістом.

## Клубна кар'єра

### «Єедзін»
З 2008 по 2014 рік виступав у Національній лізі Бутану за «Єедзін». У 2013 році разом з командою виграв національний чемпіонат. Також став фіналістом кубку Короля. У фінальному поєдинку з рахунком 2:4 поступився непальському клубу «Мананг Марш'янгді», незважаючи на те, що Ченчо відзначився двома голами.

### «Друк Юнайтед»
У 2014 році був капітаном «Друк Юнайтед» з Ліги Тхімпху. Виступав у Кубку короля 2014 року й відзначився двома голами у воротах індійського клубу «Мохун Баган».

### «Тхімпху»
У 2015 році виступав за «Тхімпху». У національному чемпіонаті за нову команду дебютував 5 квітня в поєдинку проти «Тхімпху Сіті». Відзначився 7-а голами у 10-и матчах Ліги Тхімпху й став найкращим бомбардиром змагання.

### Інтерес з закордону
У 2014 році, після вдалих виступів у кубку Короля 2013, йому запропонували перейти до непальського клубу «Мачіндра», Ченчо погодився, але через навчання не зміг цього зробити до початку наступного року. На початку 2015 року Г'єлчен відправився на 1-місячний перегляд до «Бурірам Юнайтед» з Прем'єр-ліги Таїланду. Зіграв у товариських матчах проти інших клубів, а також вийшов у другому таймі переможного поєдинку Прем'єр-ліги проти «Сісакета», де на 80-й хвилині (через 5 хвилин після виходу на поле) відзначився переможним голом. До початку товариських матчів планував повернутися до Бутану, проте змушений був затриматися на декілька днів через скасування свого авіарейсу. Перебуваючи в Таїланді, отримував пропозиції контрактів від представників Індійської суперліги «Делі Дайнамос» та «Пуне Сіті». Однак, жодної офіційної пропозиції так і не надійшло. Гравець сказав, що якби пропозиції були зроблені офіційно й надійшли трохи раніше, він вирішив би грати в ІСЛ, щоб виступати поряд із зірками, яких залучала ліга в останні роки. Разом з «Бурірамом» Ченчо виграв юніорський чемпіонат Таїланду U-19 2015 року.

### «Сурін Сіті»
У липні 2015 року тайський клуб «Сурін Сіті», резервна команда «Бурірам Юнайтед», домовилася про перехід Г'єлчена з «Тхімпху Сіті». З нападником бутанської збірної уклали 1,5-річний контракт з щомісячною зарплатою 100 000 Nu. Запрошував гравця особисто Алешандре Гама, головний тренер першої команди. Завдяки цьому контракту Ченчо став першим бутанським футболістом, який зіграв за професіональний закордонний клуб. 7 липня 2015 року стало відомо, що гравця фактично підписав «Бурірам Юнайтед» разом з двома іншими футболістами, після чого вони одразу ж були відправлені в оренду до «Сурін Сіті».
Г'єлчен дебютував за «Сурін Сіті» у чемпіонаті в поєдинку проти «Каласіна». Він вийшов на поле під 11-м номером. До 24 вересня 2015 року відзначився 8-а голами у 8-и матчах чемпіонату, в тому числі й хет-триком, після 33-о туру з 34-х календарних матчів сезону. «Сурін» фінішував на 10-й позиції у північно-східному дивізіоні, не потрапивши до плей-оф за право підвищитися в класі.

### «Нонтхабурі»
7 лютого 2016 року було оголошено, що Г'єлчен відправиться в оренду до «Нонтхабурі», який також виступає в другому дивізіоні Таїланду.

### «Сатун Юнайтед»
Проте менш ніж через місяць після того, як було оголошено, про перехід до «Нонтхабурі», Ченчо розірвав контракт з «Бурірам Юнайтед» та підписав 2-річний контракт із «Сатун Юнайтед». По завершенні сезону Ченчо залишив команду.

### Повернення до «Тхімпху»
Після розірвання контракту з «Сатун Юнайтед» та повернення до Бутану Г'єлчен підписав контракт зі своїм колишнім клубом, «Тхімпху». Дебютував за нову команду в стартовому складі 2 липня в поєдинку проти «Тхімпху Сіті». А вже в наступному турі відзначився дебютним голом за «Тхімпху», у воротах «Уг'єн Академі». У своєму першому сезоні в складі команди став найкращим бомбардиром Прем'єр-ліги, в 10 матчах Ченчо відзначився 15-а голами.

### «Тертонс»
По завершенні сезону 2016 року було оголошено, що Г'єлчен приєднається до переможця Прем'єр-ліги Бутану «Тертонс», щоб допомогти клубу в кваліфікації Кубку АФК 2017 року. Він вийшов у стартовому складі свого клубу в першому матчі кваліфікації, проти «Татунга» з Тайваня (0:0). А вже в наступному матчі, в рамках Прем'єр-ліги Бутану, відзначився дебютним голом за нову команду, у воротах «Уг'єн Академі». У наступному матчі Ченчо відзначився двома голами, чим допоміг «Тертонс» обіграти «Шейх Руссел» з Бангладеш (4:3) та виграти свою групу й пройти до кваліфікаційної групи плей-оф разом з ФК «Дордой» (Бішкек) та «Срі Стар Клаб».

### «Абахані Лімітед»
У жовтні 2016 року Г'єлчен приєднається до «Чіттагонг Абахані» з Прем'єр-ліги Бангладеш для участі в другій частині сезону 2016 року, підписавши з клубом 3-місячний контракт. Його помітили скаути бангладеського клубу під час двоматчевого протистояння Бангладеш проти Бутану під час кваліфікації кубку Азії 2019 року, в якому під час другого матчу відзначився голом, зхавдяки чому бутанці здобули перемогу за сумою двох матчів (3:1). За деякими даними щомісячна зарплату футболіста становила 4000 доларів США або 270 000 Nu, завдяки чому Ченчо став найвищооплачуванішим спортсменом країни. Напередодні підписання контракту з «Чіттагонгом» отримав конкретну пропозицію від іншого представника Прем'єр-ліги Бангладеш, «Уттар Барідхара». Проте заробітня плата в цьому клубі повинна була бути в два рази меншою, ніж у «Чіттагонга». У новій команді дебютував 7 листопада 2016 року в переможному (1:0) поєдинку чемпіонату проти «Мохаммедана». А вже в наступному турі, 23 листопада 2016 року, відзначився дебютним голом за «Чіттагонг» в переможному (2:0) поєдинку проти «Уттар Барідхари». 30 грудня 2016 року було оголошено, що контракт Г'єлчена з клубом закінчився й він повернеться до Бутану. У складі «Чіттагонг Абахані» відзначився 5-а голами в 7 матчах.

### «Тхімпху Сіті»
У січні 2017 року було оголошено, що Ченчо підсилить «Тхімпху Сіті» до матчу кваліфікації плей-оф кубку АФК 2017 проти «Клуб Валенсії» з Мальдів, який відбудеться 31 січня. Він з'явився на полі за рахунку 0:0 на 50-й хвилині, замінивши Лунгтопа Даву. Сімплу Сіті замінив «Тертонс», який вийшов у кваліфікаційний раунд плей-оф, вигравши свою групу під час кваліфікаційного раунду. «Тхімпху Сіті» став першою командою з Бутану, яка змагалась на цьому етапі турніру. Він вийшов на поле в стартовому складі виїзного поєдинку та відіграв усі 90 хвилин, проте «Тхімпху Сіті» поступився з рахунком 0:3 на Національному стадіоні в Мале.
У Лізі Тхімпху 2017 року Г'єлчен відзначився 22 голами в 14 матчах, завдяки чому вдруге поспіль став найкращим бомбардиром чемпіонату. А «Тхімпху Сіті» став переможцем Ліги Тхімпху. У Прем'єр-лізі Бутану «Тхімпху Сіті» фінішував другим, поступившись чемпіонським титулом «Транспорт Юнайтед».

### «Мінерва Пенджаб»
У серпні 2017 року Ченчо перейшов до представника індійської І-Ліги «Мінерва Пенджаб», з яким підписав 1-річний контракт, до травня 2018 року. До клубу приєднався до нової команди 18 жовтня для підготовки до сезону 2017/18 років. У футболці «Міневри» дебютував 31 жовтня в передсезонному товариському матчі проти чемпіона Суперліги Пенджабу «Рейл Коач Фекторі». А 8 днів по тому відзначився хет-триком у переможному (3:2) товариському матчі проти вищолігового «Бенгалуру». У складі «Пенджабу» став одним з ключових гравців команди, яка неочіквано для всіх в останньому турі відібрало чемпіонство в «Черчілл Бразерс».

### «Бенгалуру»
У червні 2018 року підписав 1-річний контракт, до травня 2019 року, з клубом індійської Суперліги ФК «Бенгалуру».

### НЕРОКА
У січні 2019 року відправився в оренду, до кінця року, до іншого представника І-Ліги — НЕРОКА.

### «Бхаваніпур»
У 2019 році підсилив «Бхаваніпур».

## Кар'єра в збірній
Виступав за дитячі та юнацькі збірні Бутану U-12, U-13, U-15, U-17 та U-19. У 2007 році його викликали до збірної U-13 після того, як помітили як він жонглює м'ячем, на шляху додому зі школи.
19 березня 2011 року Г'єлчен дебютував у футболці національної збірної Бутану в товариському матчі проти іншої гімалайської збірної, Непалу. 12 березня 2015 року допоміг збірній Бутану здобути першу в історії з перемогу (1:0) у кваліфікації до чемпіонатів світу, проти Шрі-Ланки. У другому поєдинку цього протистояння, на стадіоні Чанглімітанг, Ченчо відзначився двома голами (перший з яких — вже на 5-й хвилині, коли потужно пробив повз ланкійського голкіперва в дальній від нього кут воріт). З рахунком 1: 1 у таймі зупинки другого тайму Дьєльцхен відбіг від воріт воріт у лівому куті штрафного майданчика, обернувся та завдав удару, який ухилився від двох захисників та воротаря, коли він проскочив у найближчий кут. Перший тайм поєдинку завершився внічию (1:1), у другому таймі Г'єлчен по лівому фланзі здійснив сольний прохід від власного штрафного майданчика до штрафного майданчика суперника, розвернувся, й завдав удару повз двох захисників та воротаря, який впав у ближній кут воріт. Перемога та вихід до другого раунду кваліфікації, найслабшої команди світу, була описана командою як «історичний момент, який слід пам'ятати».

## Статистика виступів

### У збірній

#### По матчам
| Дата       | Місто        | Господарі  | Результат | Гості      | Турнір                        | Голи | Примітки |
| ---------- | ------------ | ---------- | --------- | ---------- | ----------------------------- | ---- | -------- |
| 2-09-2013  | Катманду     | Афганістан | 3 – 0     | Бутан      | Чемпіонат Південної Азії 2013 | -    | 73'      |
| 4-09-2013  | Катманду     | Бутан      | 2 – 8     | Мальдіви   | Чемпіонат Південної Азії 2013 | 1    |          |
| 6-09-2013  | Катманду     | Шрі-Ланка  | 5 – 2     | Бутан      | Чемпіонат Південної Азії 2013 | -    |          |
| 12-03-2015 | Коломбо      | Шрі-Ланка  | 0 – 1     | Бутан      | Відбір до ЧС 2018             | -    | 41'      |
| 17-03-2015 | Тхімпху      | Бутан      | 2 – 1     | Шрі-Ланка  | Відбір до ЧС 2018             | 2    | 69'      |
| 11-06-2015 | Гонконг      | Гонконг    | 7 – 0     | Шрі-Ланка  | Відбір до ЧС 2018             | -    |          |
| 16-06-2015 | Тхімпху      | Бутан      | 0 – 6     | КНР        | Відбір до ЧС 2018             | -    |          |
| 3-09-2015  | Доха         | Катар      | 15 – 0    | Бутан      | Відбір до ЧС 2018             | -    |          |
| 8-10-2015  | Тхімпху      | Бутан      | 3 – 4     | Мальдіви   | Відбір до ЧС 2018             | 1    |          |
| 13-10-2015 | Тхімпху      | Бутан      | 0 – 1     | Гонконг    | Відбір до ЧС 2018             | -    |          |
| 12-11-2015 | Чанша        | КНР        | 12 – 0    | Бутан      | Відбір до ЧС 2018             | -    |          |
| 17-11-2015 | Тхімпху      | Бутан      | 0 – 3     | Катар      | Відбір до ЧС 2018             | -    |          |
| 24-12-2015 | Керала       | Мальдіви   | 3 – 1     | Бутан      | Чемпіонат Південної Азії 2015 | -    |          |
| 26-12-2015 | Керала       | Бутан      | 0 – 3     | Афганістан | Чемпіонат Південної Азії 2015 | -    |          |
| 28-12-2015 | Керала       | Бутан      | 0 – 3     | Бангладеш  | Чемпіонат Південної Азії 2015 | -    |          |
| 29-03-2016 | острів Кааху | Мальдіви   | 4 – 2     | Бутан      | Відбір до ЧС 2018             | 1    |          |
| 13-08-2016 | Тхімпху      | Бутан      | 0 – 3     | Індія      | товариський матч              | -    |          |
| 6-09-2016  | Дакка        | Бангладеш  | 0 – 0     | Бутан      | Відбір до Кубка Азії 2019     | -    |          |
| 10-10-2016 | Тхімпху      | Бутан      | 3 – 1     | Бангладеш  | Відбір до Кубка Азії 2019     | 2    |          |
| 28-03-2017 | Маскат       | Оман       | 14 – 0    | Бутан      | Відбір до Кубка Азії 2019     | -    |          |
| 13-06-2017 | Тхімпху      | Бутан      | 0 – 2     | Мальдіви   | Відбір до Кубка Азії 2019     | -    |          |
| 5-09-2017  | Тхімпху      | Бутан      | 0 – 2     | Палестина  | Відбір до Кубка Азії 2019     | -    |          |
| 10-10-2017 | Хеврон       | Палестина  | 10 – 0    | Бутан      | Відбір до Кубка Азії 2019     | -    |          |
| 14-11-2017 | Тхімпху      | Бутан      | 2 – 4     | Оман       | Відбір до Кубка Азії 2019     | 1    |          |
| 27-03-2018 | острів Каафу | Мальдіви   | 7 – 0     | Бутан      | Відбір до Кубка Азії 2019     | -    |          |
| 4-09-2018  | Дакка        | Бангладеш  | 2 – 0     | Бутан      | Чемпіонат Південної Азії 2018 | -    |          |
| 6-09-2018  | Дакка        | Непал      | 4 – 0     | Бутан      | Чемпіонат Південної Азії 2018 | -    |          |
| 8-09-2018  | Дакка        | Пакистан   | 3 – 0     | Бутан      | Чемпіонат Південної Азії 2018 | -    |          |
| 06-06-2019 | Тхімпху      | Бутан      | 1 – 0     | Гуам       | Відбір до ЧС 2022             | -    |          |
| 11-06-2019 | Хагатна      | Гуам       | 5 – 0     | Бутан      | Відбір до ЧС 2022             | -    |          |
| Усього     |              | Матчів     | 30        |            | Голів                         | 8    |          |

#### По рокам
Станом на 3 жовтня 2019
| національна збірна Бутану | національна збірна Бутану | національна збірна Бутану |
| Рік                       | Матчі                     | Голи                      |
| ------------------------- | ------------------------- | ------------------------- |
| 2011                      | 4                         | 2                         |
| 2012                      | 0                         | 0                         |
| 2013                      | 3                         | 1                         |
| 2014                      | 0                         | 0                         |
| 2015                      | 13                        | 3                         |
| 2016                      | 3                         | 3                         |
| 2017                      | 5                         | 1                         |
| 2018                      | 4                         | 0                         |
| 2019                      | 3                         | 0                         |
| Загалом                   | 36                        | 10                        |

#### Голи за збірну
Рахунок та результат збірної Бутану в таблиці подано на першому місці.
| 1.                           | 19 березня 2011   | Окхара Рагнасала, Покхара, Непала          | Непал      | 1–2 | 1–2 | Товариський матч                      |
| 2.                           | 7 грудня 2011     | Стадіон Джавахарлала Неру, Нью-Делі, Індія | Афганістан | 1–4 | 1–8 | Чемпіонат Південної Азії 2011         |
| 3.                           | 4 вересня 2013    | Дасаратх Рангасала, Катманду, Непал        | Мальдіви   | 2–1 | 2–8 | Чемпіонат Південної Азії 2013         |
| 4.                           | 17 березня 2015   | Чанглімітанг, Тхімпху, Бутан               | Шрі-Ланка  | 1–0 | 2–1 | кваліфікація Чемпіонату світу 2018    |
| 5.                           | 17 березня 2015   | Чанглімітанг, Тхімпху, Бутан               | Шрі-Ланка  | 2–1 | 2–1 | кваліфікація Чемпіонату світу 2018    |
| 6.                           | 8 жовтня 2015     | Чанглімітанг, Тхімпху, Бутан               | Мальдіви   | 2–4 | 3–4 | кваліфікація Чемпіонату світу 2018    |
| 7.                           | 29 березня 2016   | Національний стадіон, Мале, Мальдіви       | Мальдіви   | 1–0 | 2–4 | кваліфікація Чемпіонату світу 2018    |
| 8.                           | 10 жовтня 2016    | Чанглімітанг, Тхімпху, Бутан               | Бангладеш  | 2–0 | 3–1 | кваліфікаційний раунд Кубку Азії 2019 |
| 9.                           | 10 жовтня 2016    | Чанглімітанг, Тхімпху, Бутан               | Бангладеш  | 3–1 | 3–1 | кваліфікаційний раунд Кубку Азії 2019 |
| 10.                          | 14 листопада 2017 | Чанглімітанг, Тхімпху, Бутан               | Оман       | 2–4 | 2–4 | кваліфікаційний раунд Кубку Азії 2019 |
| Станому на 14 листопада 2017 |                   |                                            |            |     |     |                                       |

## Досягнення

### Клубні
«Мінерва Пенджаб»
- І-Ліга
  -  Чемпіон (1): 2017/18

### Збірні
- Срібний призер Південноазійських ігор: 2019

### Індивідуальні
- Золота бутса Національної ліги Бутану: 2016
- Найкращий нападник І-Ліги: 2017/18